# Functionele analyse
Voor men een computerprogramma kan schrijven, moet men een idee hebben waartoe het moet dienen en hoe het moet functioneren. Daarom moet er eerst een functionele analyse gemaakt worden. Tijdens een functionele analyse onderzoekt en ontwerpt men alle functies die men in het programma wil hebben. Deze analyse mondt uit in het functioneel ontwerp.
Eén van de stappen in de functionele analyse is het afnemen van interviews met de betrokken gebruikers. Hiervoor zijn een aantal methodieken in gebruik binnen het vakgebied van de software-ontwikkeling. 
Bij het ontwikkelen van software is het resultaat van de functionele analyse een belangrijk referentiedocument, zowel voor de ontwikkelaars als voor de andere betrokken partijen.

## Voorbeeld
Voor een eenvoudige tekstverwerker zouden tijdens de functionele analyse bijvoorbeeld de volgende eigenschappen benoemd kunnen worden:
Het programma moet de mogelijkheid hebben om:
- teksten te openen;
- teksten op te slaan;
- spellingcontrole uit te voeren;
- teksten af te drukken.

We spreken hier nog niet over welke toetsen voor de verschillende functionaliteiten gebruikt moeten worden en of dit in verschillende vensters plaatsvindt. Dat is onderdeel van de technische analyse.